# Al mercato degli uomini piccoli
Al mercato degli uomini piccoli è il secondo album del cantautore italiano Mauro Pelosi, pubblicato dall'etichetta discografica Polydor nel 1973.
I brani sono interamente composti dall'interprete, mentre gli arrangiamenti sono curati da Pinuccio Pirazzoli, che dirige l'orchestra.

## Tracce

### Lato A
1. Al mercato degli uomini piccoli
2. Un mattino
3. Ehi! Signore
4. Non tornano più

### Lato B
1. Con te
2. Ti porterò via
3. No, io scherzo
4. Mi piacerebbe diventar vecchio insieme a te